# Capo cucina
Il capo cucina o executive chef è lo chef responsabile di una o più cucine di ristoranti, alberghi e nella ristorazione collettiva. È presente nelle aziende dove sono presenti più di due laboratori di cucina, ovvero almeno due brigate con diretti responsabili.
Lo scopo principale dell'executive chef è la creazione dei piatti, lo sviluppo del menù e l'attività di ricerca nelle materie prime, lavorazioni, attrezzature.
È anche la persona responsabile della corretta applicazione dell'HACCP e delle buone norme di produzione e igieniche. Questa posizione è anche conosciuta come grand chef, chef manager, head chef o master chef. Se lo chef possiede anche il ristorante, viene utilizzato il termine chef patron (al femminile chef patronne).

## Incarichi specifici
- riporta direttamente ad un general manager a meno che l'executive chef coincida con il titolare del ristorante o area manager ed eventualmente ad un corporate chef o culinary director;
- approva gli ordini ai fornitori ed i trasferimenti dal magazzino centrale agli outlets;
- approva i menu redatti dagli chef de cuisine anche tramite il cosiddetto food tasting, apportando piccole modifiche alle presentazioni e scegliendo di concerto con gli chef de cuisine ingredienti comuni per contenere il food cost;
- apporta cambiamenti ai prezzi della singola portata verificando le recipe cards redatte dagli chef de cuisine;
- redige e/o approva, insieme al banqueting manager i menu per eventi particolari, di solito buffet, ospitati in grandi spazi all'aperto od eventualmente in cosiddette ballrooms. Tali eventi possono ospitare dai 50 fino anche a 1500 coperti e più;
- approva le nuove assunzioni ed il licenziamento del personale;
- approva le promozioni interne, le vacanze annuali e gli spostamenti interni da una brigata (o ruolo) ad un'altra;
- è responsabile del food cost di ogni singolo outlet ed altresì del food cost complessivo dell'intera struttura, del mantenimento e raggiungimento di un budget annuale e mensile prestabilito e deciso di concerto con il finance department;
- non è in carico di una cucina o di un ristorante in particolare, perché le principali mansioni non sono infatti 'hands-on' ovvero materialmente cucinare, ma verificare (check), mostrare al personale con degli esempi come modificare un piatto, sia esso un cambiamento sulla presentazione o sul gusto/ingredienti da utilizzare;
- presiede il daily briefing ove partecipano di solito gli chef de cusine e/o i sous-chef;
- presiede il monthly departmental meeting ove partecipano di solito tutti gli chef a prescindere dal grado e ruolo;
- partecipa al daily briefing dei capo dipartimento presieduto dal general manager;
- riceve giornalmente, a fine operazioni, dagli chef di cucina un rapporto ove si evidenziano eventuali problemi, errori commessi ed anche apprezzamenti ricevuti;
- interviene direttamente sul cosiddetto recovery (letteralmente recupero) che consiste nel riparare ad un errore commesso durante il servizio al cliente.